# Departamento Juan Francisco Borges
Juan Francisco Borges, llamado así a partir de la sanción de la ley provincial 6297; anteriormente llamado departamento Capital, está ubicado en el centro-oeste de la provincia de Santiago del Estero, Argentina. Limita al norte con los departamentos Río Hondo y Banda, al sur con Choya y Silípica, al este con los departamentos Robles y Banda y al oeste con los departamentos de Guasayán y Choya.
Es la ciudad más antigua fundada por los españoles que aún existe en territorio argentino. Se encuentra sobre el río Dulce a 1.042 km de la ciudad de Buenos Aires, sobre la Ruta Nacional RN 9 y a 187 metros sobre el nivel del mar.
Históricamente desde su fundación y durante varios siglos fue la capital del Tucumán Colonial, sede del gobierno civil, militar y eclesiástico por mérito propio. Aquí se funda la primera diócesis argentina (año 1570), primera obra hidráulica en territorio argentino (año 1577, acequia Belgrano), primera catedral (año 1851), primer embarque de algodón para exportación (año 1587) y primera Universidad (año 1614).
Consta de 2.116 km², un 1,5 % del total provincial, siendo por superficie el 23.º departamento dentro de las 27 jurisdicciones en que se divide políticamente la provincia.
Según el censo del año 2001, en el Departamento Juan Francisco Borges vivían 244.567 habitantes, el 30,40 % del total provincial. Con respecto al censo de 1.991 se observa un ascenso en el peso poblacional prelativo (que en tal censo ascendía al 25,09 %).
La cabecera departamental es la ciudad de Santiago del Estero. La misma cuenta con 230.614 habitantes; un 94% del total del departamento. Otras poblaciones del mismo son Villa Zanjón, San Pedro.
Está dedicado a la cría de bovinos, porcinos, lanares, caprinos, y los cultivos más comunes son melón, batata, maíz, sandía, algodón, zapallo, tomate, cebolla. La población ocupada del departamento es de 64.062 personas, un 7,96 % de la población total.

## Límites
La ley provincial N.º 353, que fue sancionada el 11 de noviembre de 1911, dividió el territorio de la provincia en departamentos, estableciendo los siguientes límites para el Departamento Capital:

El Departamento Capital es formado por el actual del mismo nombre, aumentado: con la parte de Jiménez segundo al Sur de la línea asignada por este rumbo a Río Hondo; con la Segunda Sección de Robles, o sea la parte de este Departamento al Oeste del Río Dulce, hasta una línea que desde la margen occidental de éste pase por los lindes Norte de Manogasta y Abrita, y Sur de las tierras que constituían la antigua propiedad denominada “Palomar”; y con la porción del Departamento Guasayán al Naciente de una línea que pase por Tronco – Yuraj, Blanco – Corral, Quebrachito y Helena hasta su intersección con el límite Norte del Departamento Choya.
 Limita: por el Norte con el Departamento Río Hondo y el Río Dulce; por el Este con el Río Dulce y Silípica; por el Sur con los Departamentos Silípica y Choya; y por el Oeste con el Departamento Guasayán.
 Tipiro se halla comprendida en este Departamento.

## Distritos
La ley provincial que fue sancionada el 3 de agosto de 1887 dividió el territorio del departamento entre los distritos de: Capital, Contreras, Flores, Zanjón, Malpaso, Deán, Tipiro. La asignación de localidades a cada distrito fue asignada al Poder Ejecutivo.
La ley provincial N.º 260, que fue sancionada el 19 de agosto de 1910, dividió el territorio del departamento entre el Municipio de la Ciudad de Santiago del Estero y los siguientes distritos:
- Zanjón
- Maco
- Mal Paso
- Deán
- Tipiro
- Antilo
- Remes
- Sauzal
- Tunas Puncu
- Santa Rosa
- Cardosos
- Yanda
- Tronco Yuraj
- Rosario
- Blanco Corral

## Sismicidad
La sismicidad del área de Santiago del Estero es frecuente y de intensidad baja, y un silencio sísmico de terremotos medios a graves cada 40 años.
El 4 de julio de 1817 (207 años), sismo de 1817 de 7,0 Richter, con máximos daños reportados al centro y norte de la provincia, donde se desplomaron casas y se produjo agrietamiento del suelo, los temblores duraron alrededor de una semana. Se estimó una intensidad de VIII grados Mercalli. Hubo licuefacción con grandes cantidades de arena en las fisuras de hasta 1 m de ancho y más de 2 m de profundidad. En algunas de las casas sobre esas fisuras, el terreno quedó cubierto de más de 1 dm de arena.
Aunque la actividad geológica ocurre desde épocas prehistóricas, el sismo del 20 de marzo de 1861 (163 años) señaló un hito importante dentro de la historia de eventos sísmicos argentinos ya que fue el más fuerte registrado y documentado en el país. A partir del mismo la política de los sucesivos gobiernos provinciales y municipales han ido extremando cuidados y restringiendo los códigos de construcción. Pero solo con el terremoto de San Juan de 1944 del 15 de enero de 1944 (81 años) los Estados provinciales tomaron real estado de la gravedad sísmica de la región.